# 平滑菝葜
平滑菝葜（学名：Smilax darrisii）为百合科菝葜属下的一个种。

## 扩展阅读
- 維基物種上的相關：平滑菝葜